# Luigi Dossena
Luigi Dossena (ur. 28 maja 1925 w Campagnola Cremasca we Włoszech, zm. 9 września 2007 tamże) – duchowny katolicki, arcybiskup, nuncjusz apostolski.

## Życiorys
25 marca 1951 otrzymał święcenia kapłańskie i został inkardynowany do diecezji Crema. W 1953 rozpoczął przygotowanie do służby dyplomatycznej na Papieskiej Akademii Kościelnej.
26 lutego 1973 został mianowany przez Pawła VI pro-nuncjuszem apostolskim w Korei oraz arcybiskupem tytularnym Carpi. Sakry biskupiej 25 marca 1973 r. udzielił mu kardynał Jean-Marie Villot. 
Następnie w 1978 został przedstawicielem Watykanu w Senegalu, będąc równocześnie akredytowany w innych krajach Afryki Zachodniej.
30 grudnia 1985 został przeniesiony do nuncjatury w Peru. 
Od 1994 do przejścia na emeryturę 8 lutego 2001 pełnił funkcję nuncjusza na Słowacji.